# تورل
تورل (به آلمانی: Thörl) یک منطقهٔ مسکونی در اتریش است که در بروک مورتسوچلاگ واقع شده‌است. تورل ۶۵٫۲۹ کیلومتر مربع مساحت دارد ۶۳۸ متر بالاتر از سطح دریا واقع شده‌است.